# 李镇西
李镇西（1938年—），山西襄汾人。1988年12月至1991年出任山西大学校长。

## 生平
1963年，毕业于太原工学院土木系。先后在山西省建筑公司，山西省基本建设委员会，山西省计划委员会，山西省技术经济研究中心工作。1983年至1985年在中共中央党校学习。1987年，调任山西大学工作。1988年，出任山西大学校长及党委书记。1991年，出任山西省科技委员会主任。1998年，任山西省人大财经委员会主任。